# Кости (12-й сезон)
Двенадцатый и заключительный сезон американского детективного телесериала «Кости» о судебных антропологах из ФБР с Эмили Дешанель и Дэвидом Борианазом в главных ролях. Премьера двенадцатого сезона состоялась на канале Fox 3 января 2017 года. Сезон, состоящий из 12 эпизодов, стал последним для сериала; показ заключительного эпизода состоялся 28 марта 2017 года.

## В ролях

### Основной состав
- Эмили Дешанель — доктор Темперанс «Кости» Бреннан
- Дэвид Борианаз — специальный агент Сили Бут
- Микаэла Конлин — Энджела Монтенегро
- Томас Джозеф Тайн — доктор Джек Ходжинс
- Тамара Тейлор — доктор Кэмилла «Кэм» Сароян
- Джон Бойд — агент Джеймс Обри

### Второстепенный состав
- Патриция Белчер — Кэролайн Джулиан
- Эрик Миллеган — Зак Эдди
- Эдди Макклинток — Тим «Салли» Салливан
- Стивен Фрай — Гордон Уайатт
- Райан О’Нил — Макс Кинан
- Сара Рю — Карен Делфс
- Санни Пелант — Кристина Бут
- Гай Бойд — Филип Обри

Интерны:
- Майкл Грант Терри — Венделл Брэй
- Карла Галло — Дэйзи Вик
- Педж Вахдат — Арасту Вазири
- Лара Спенсер — Джессика Уоррен
- Джоэл Дэвид Мур — доктор Колин Фишер
- Игнасио Серричио — Родольфо Фуэнтес

## Эпизоды
| № общий | № в сезоне | Название                                                                     | Режиссёр           | Автор сценария                                                                        | Дата премьеры   | Произв. код | Зрители в США (млн) |
| --- | ---------- | ---------------------------------------------------------------------------- | ------------------ | ------------------------------------------------------------------------------------- | --------------- | ----------- | ------------------- |
| 235 | 1          | «The Hope in the Horror» «Надежда в ужасе»                                   | Эмили Дешанель     | Майкл Питерсон                                                                        | 3 января 2017   | CAKY01      | 3,43                |
| Кости похищена Заком, и, зная образ мыслей бывшего интерна, Бут направляется в подвал института Джефферсона и находит их там. Однако, несмотря на то, что всё кругом указывает на виновность Зака, чутьё Бута говорит об обратном. Связь с делом двадцатилетней давности доказывает, что это действительно так. Бреннан с командой вычисляет убийцу, а Бут спасает Зака, которого тот собирался прикончить. |            |                                                                              |                    |                                                                                       |                 |             |                     |
| 236 | 2          | «The Brain in the Bot» «Разум в роботе»                                      | Иэн Тойнтон        | Хилари Уэйзман Грэм                                                                   | 10 января 2017  | CAKY02      | 3,31                |
| Команда расследует убийство учёного, который создал искусственный разум робота, помогающего детям с аутизмом. Тем временем Бреннан готовится праздновать свой 40-й день рождения, помогает Энджеле получить стипендию Мак-Артура, а Дэйзи — работу в Национальной лаборатории. |            |                                                                              |                    |                                                                                       |                 |             |                     |
| 237 | 3          | «The New Tricks in the Old Dogs» «Новые уловки в старых псах»                | Дэвид Гроссман     | Тед Петерсон                                                                          | 17 января 2017  | CAKY03      | 2,92                |
| Команда отправляется в дом престарелых после того, как на свалке находят труп старика, растворённый в кислоте. Между тем Бут и Бреннан обсуждают возможность завести ещё одного ребёнка, а Кэм и Арасту планируют усыновление. |            |                                                                              |                    |                                                                                       |                 |             |                     |
| 238 | 4          | «The Price for the Past» «Цена прошлого»                                     | Рэнди Зиск         | Джонатан Коллир                                                                       | 24 января 2017  | CAKY04      | 3,05                |
| Команда расследует убийство Альдо Клеменса, бывшего священника, который был наставником Бута, а также женил Бута и Бреннан. Бут выясняет, что Альдо убил себя, чтобы не выдать личность Бута киллеру, связанному с военным прошлым Сили как снайпера. Тем временем Кэролайн Джулиан сообщает Обри, что его отец вернулся в город. |            |                                                                              |                    |                                                                                       |                 |             |                     |
| 239 | 5          | «The Tutor in the Tussle» «Наставник в драке»                                | Дуайт Литтл        | Эрик Рэндалл                                                                          | 31 января 2017  | CAKY05      | 3,76                |
| Когда репетитор из привилегированной школы обнаружен мёртвым, в круг подозреваемых попадает его сосед по комнате с криминальным прошлым. Тем временем Обри встречается со своим отцом, а затем выдаёт его ФБР. |            |                                                                              |                    |                                                                                       |                 |             |                     |
| 240 | 6          | «The Flaw in the Saw» «Дефект в пиле»                                        | Дениз ди Нови      | Яэль Зинков                                                                           | 7 февраля 2017  | CAKY06      | 3,07                |
| Расследование гибели девушки-лесоруба приводит Бута и Бреннан на конкурс лесорубов. Тем временем Ходжинс находит доказательства, подтверждающие невиновность Зака Эдди в убийстве лоббиста. |            |                                                                              |                    |                                                                                       |                 |             |                     |
| 241 | 7          | «The Scare in the Score» «Ужас в счёте»                                      | Рэнди Зиск         | Джо Хортуа                                                                            | 14 февраля 2017 | CAKY08      | 2,97                |
| Обнаруживают ещё одну жертву убийцы Альдо Клеменса, на этот раз ему удалось выяснить личность Бута. Теперь он, Бреннан и их дети находятся в постоянной опасности. |            |                                                                              |                    |                                                                                       |                 |             |                     |
| 242 | 8          | «The Grief and the Girl» «Горе и девушка»                                    | Антон Кроппер      | Карин Розенталь                                                                       | 21 февраля 2017 | CAKY07      | 2,90                |
| Отношения между Бутом Бреннан охладевают из-за смерти её отца. Ситуация осложняется тем, что к Бреннан приезжает её бывший поклонник Тим Салливан, а Бут отправляется в Канаду для расследования гибели молодой девушки, которая была застрелена из лука. |            |                                                                              |                    |                                                                                       |                 |             |                     |
| 243 | 9          | «The Steel in the Wheels» «Сталь в колёсах»                                  | Роберт Рид Альтман | Хилари Уэйзман Грэм и Тед Петерсон                                                    | 7 марта 2017    | CAKY09      | 2,89                |
| Найдено тело грабителя банков, что заставляет Бута, Бреннан и Обри отправиться под прикрытием на соревнование по экстремальным гонкам, чтобы найти его сообщника и убийцу. |            |                                                                              |                    |                                                                                       |                 |             |                     |
| 244 | 10         | «The Radioactive Panthers in the Party» «Радиоактивные пантеры на вечеринке» | Майкл Ланж         | Кит Фоглесонг                                                                         | 14 марта 2017   | CAKY10      | 2,52                |
| Команда расследует смерть режиссёра, и одним из подозреваемых становится актёр Дэвид Фаустино. Бут даёт Обри вести это дело, так как тому предложили повышение в Лос-Анджелесе. |            |                                                                              |                    |                                                                                       |                 |             |                     |
| 245 | 11         | «The Day in the Life» «День из жизни»                                        | Иэн Тойнтон        | Эрик Рэндалл и Яэль Зинков                                                            | 21 марта 2017   | CAKY11      | 3,55                |
| Эпизод показывает свадьбу Кэм и Арасту и следующий после неё день с точки зрения шести главных героев. Кэм сообщает Бреннан, что уедет в продолжительный медовый месяц и временно покинет пост главы Джефферсоновского института. Тем временем, Ходжинс и Бреннан присутствуют на судебном заседании по делу Зака, которого в конце концов оправдывают, однако назначают отбыть наказание ещё 13 месяцев. Обри предлагает Джессике переехать с ним в Лос-Анджелес, однако она отказывает и расстаётся с ним. Энджела объявляет о своей беременности, а пришедшая на свадьбу Авалон предупреждает Бута об опасности, которая нависла над Бреннан. Команда объединяется, чтобы поймать Марка Ковача, однако вскоре выясняется, что в Джефферсоновском институте заложены бомбы... |            |                                                                              |                    |                                                                                       |                 |             |                     |
| 246 | 12         | «The End in the End» «Конец в конце»                                         | Дэвид Борианаз     | Телесценарий: Джонатан Коллир, Майкл Петерсон и Карин Розенталь История: Стивен Натан | 28 марта 2017   | CAKY12      | 4,35                |
| Несмотря на взрывы, Бут, Кости, Ходжинс и Энджела выживают, однако Бреннан получает контузию, из-за которой теряет возможность пользоваться своими знаниями и умениями. Хотя до взрывов, она разгадала, как найти Ковача, теперь она не может понять свои записи. Интерны объединяют силы, чтобы понять, что нашла Бреннан. В конце концов Бреннан приходит в себя после контузии, а Бут убивает Ковача. |            |                                                                              |                    |                                                                                       |                 |             |                     |